# Список географів
Нижче наведений список географів в алфавітному порядку.
А Б В Г Ґ Д Е Є Ж З І Ї Й К Л М Н О П Р С Т У Ф Х Ц Ч Ш Щ Ю Я

## А
- Абу-ль-Касим Убапдаллах ібн Абдаллах ібн Хордадбег (Іран 820—912)
- Абу Ханіфа Ад-Дінавері (Персія)
- Агатархід (Греція)
- Фелікс де Азара (Іспанія 1742—1821)
- Аль-Бакрі (1014—1094)
- Аль-Хорезмі (Персія 780—850)
- Карл Андре (Німеччина 1808—1875)
- Ріхард Андре (Німеччина 1835—1912)
- Антипов Олександр Миколайович (Росія 1949—2009)
- Анучин Дмитро Миколайович (Росія 1843—1923)
- Арріан Флавій (Греція 95-175)
- Аарон Арроусміт (Англія 1750—1823)
- Арсеньєв Володимир Клавдійович (Росія 1872—1930)
- Афанасьєв Олег Євгенович (Україна)

## Б
- Бабин Микола (Україна)
- Абу Зайд аль-Балхи (Афганістан 850—934)
- Баранський Микола Миколайович (Росія 1863—1961)
- Барков Олександр Сергійович (Росія 1873—1951)
- Ібн Батута (Марокко 1304—1377)
- Бер Карл Максимович (Естонія 1792—1876)
- Річард Френсіс Бертон (Англія 1821—1890)
- Фредерік Вільям Бічі (Англія 1796—1856)
- Ян Віллем Блау (Голландія 1596—1673)
- Роланд Бонапарт (Франція 1858—1924)
- Борзов Олександр Олександрович (Росія 1874—1939)
- Ісая Боуман (США 1878—1950)
- Конрад Мальт-Брун (Данія 1755—1826)
- Вільям Бунге (США 1928 р.)
- Бутаков Олексій Іванович (Росія 1816—1869)

## В
- Бернард Ваповський (Польща 1475—1535)
- Величко Григорій (Україна 1863—1935)
- Хав'єр Пульґар Відаль (Перу 1911—2003)
- Воблий Костянтин Григорович (Україна 1876—1947)
- Альфред Рассел Воллес (Англія 1823—1913)
- Волошин Іван Миколайович (Україна 1934 р.)

## Г
- Джон Геммінґ (Англія 1935 р.)
- Геренчук Каленик Іванович (Україна 1904—1984)
- Гекатей Мілетський (Греція 550 р.до н. е.- 490 р. до н. е.)
- Гельмерсен Григорій Петрович (Росія 1803—1885)
- Геродот (Греція 490 р.до н. е.- 425 р. до н. е.)
- Голіцин Георгій Сергійович (Росія 1935 р.)
- Александер фон Гумбольдт (Німеччина 1769—1859)

## Д
- Джаред Даймонд (США 1937 р.)
- Олександр Далрімпл (Шотландія 1737—1808)
- Вільям Морріс Девіс (США 1850—1934)
- Дикеарх (Греція)
- Джон Ді (Англія 1527—1609)
- Абу Ханіфа Дінавері (Персія 828—896)
- Василь Докучаєв (Росія 1846—1903)

## Е
- Джордж Еверест (Валлія 1790—1866)
- Джон Егнью (США 1949-)
- Ератосфен (Греція 276—194 до н. е.)

## Ж
- Жонголович Іван Данилович (Білорусь 1892—1981)

## І
- Ібн-Хаукаль (Ірак)
- Ібн-Русте

## К
- Капустін Григорій Григорович
- Йован Квіжіц (Сербія 1865—1927)
- Філіп Клювер (Німеччина 1580—1623)
- Колчак Олександр Васильович (Росія 1874—1920)
- Корчак Яромір (Чехія 1895—1989)
- Крачило Микола Павлович (Україна 1936—2002)
- Вальтер Кристаллер (Німеччина 1893—1969)
- Джеймс Кролл (Шотландія 1821—1890)
- Кубійович Володимир Михайлович (Україна 1900—1985)
- Жак-Ів Кусто (Франція 1910—1997)

## Л
- Льовшин Олексій Іраклійович

## М
- Маринич Олександр Мефодійович
- Вавжинець Марчинський
- Миклухо-Маклай Микола Миколайович

## О
- Жан-Батист д'Одіффре
- Олійник Ярослав Богданович (Україна)

## П
- Павсаній
- Вальтер Пенк
- Пістун Микола Данилович
- Пітюренко Юхим Іванович
- Піфей
- Полянський Юрій Іванович
- Клавдій Птолемей

## Р
- Фрідріх Ратцель
- Педру Рейнел
- Антоній Реман
- Ричков Петро Іванович
- Романов Володимир Павлович
- Еугеніуш Ромер
- Руденко Леонід Григорович
- Рудницький Степан Львович
- Рудько Георгій Ілліч
- Рутинський Михайло Йосипович

## С
- Сапожніков Василь Васильович
- Свен Гедін
- Синицький Леонтій Данилович
- Сосса Ростислав Іванович
- Страбон
- Стшелецький Павло Едмунд

## Т
- Танфільєв Гаврило Іванович
- Тесля Іван
- Тілло Олексій Андрійович
- Тутковський Павло Аполлонович

## Ф
- Ібн Фадлан (Персія)
- Федів Ігор
- Фейгін Яків Григорович
- Абу-ль-Фіда (Сирія 1273—1331)

## Ц
- Андреас Целларій (Німеччина 1596—1665)
- Цись Петро Миколайович
- Цвіїч Йован (Сербія 1865—1927)

## Ч
- Чихачов Петро Олександрович
- Річард Чорлі (Англія 1927—2002)

## Ш
- Шаблій Олег Іванович
- Самюель де Шамплен (Франція 1567—1635)
- Ширшов Петро Петрович
- Шерер Жан-Бенуа
- Шліхтер Сергій Борисович
- Шокальський Юлій Михайлович
- Шубер Павло Михайлович

## Щ
- Щербань Михайло Ілліч

## Я
- Якут
- Янко Микола Тимофійович

А Б В Г Ґ Д Е Є Ж З І Ї Й К Л М Н О П Р С Т У Ф Х Ц Ч Ш Щ Ю Я